# Leopold II-galerij

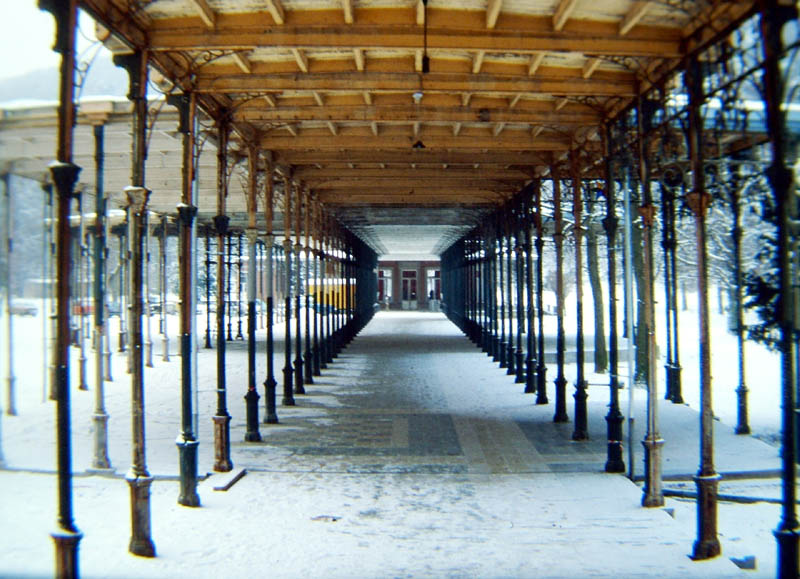
Leopold II-galerij in Spa

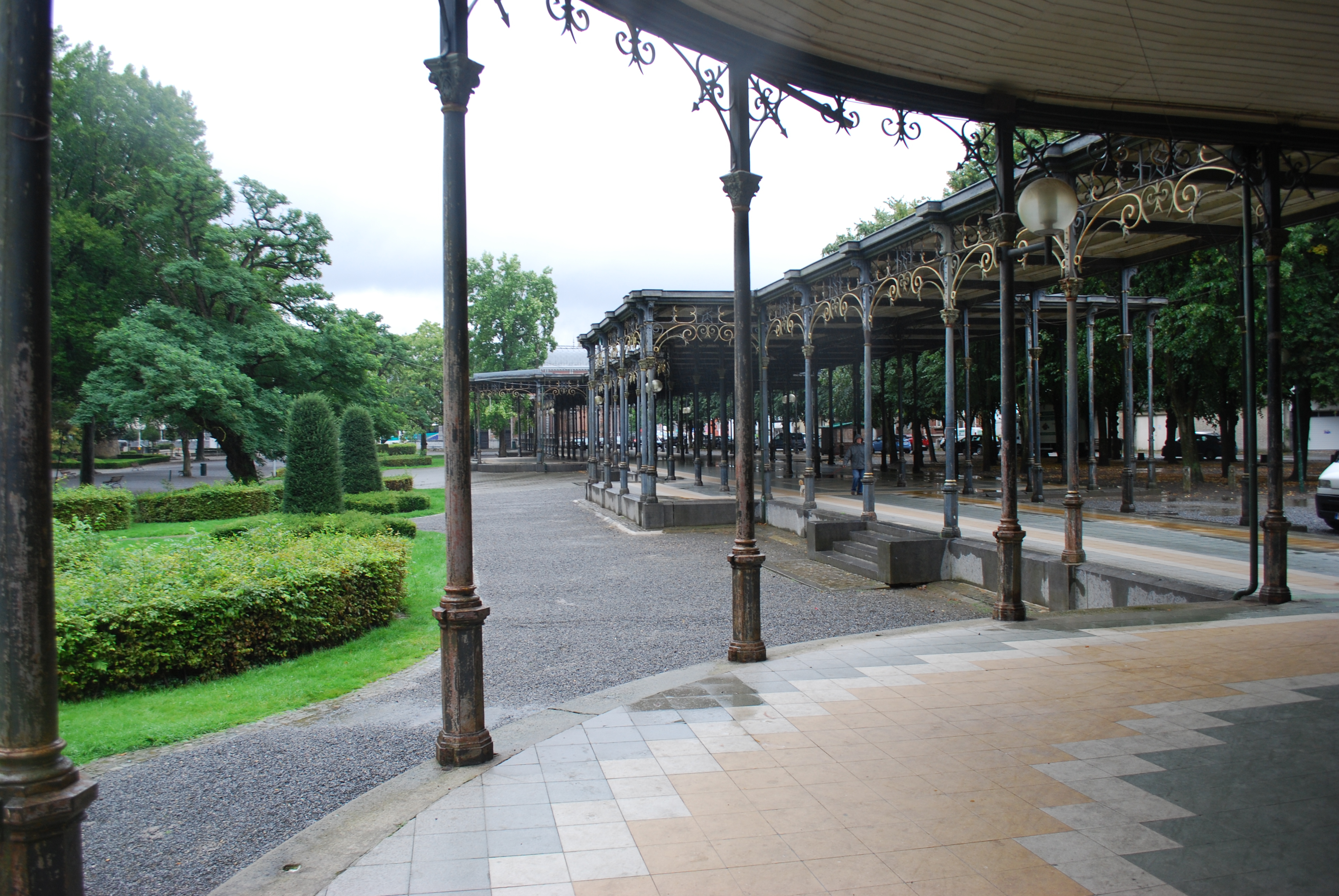

De Leopold II-galerij (Frans: Galerie Léopold II)  is een overdekte wandelgang uit 1878 in het Parc de Sept-Heures in de stad Spa (België). Het is erkend als uitzonderlijk erfgoed van Wallonië.

## Historiek

### Prinsbisdom Luik
In de jaren 1758 liet de prins-bisschop van Luik het Parc de Sept-Heures aanleggen voor de kuurgasten in Spa. Spa lag in het prinsbisdom Luik. Er kwam tevens het Parc de Quatre-Heures elders. Voor beide parken moesten velden wijken om de kuurgasten een wandelingetje te laten doen, naargelang de naam, om 4 uur in de namiddag of 7 uur in de avond. Deze parken werden na de Luikse Revolutie verwaarloosd.

### Koning Leopold II
Koning Leopold II van België liet het kuuroord Spa nieuw leven inblazen. Hiertoe liet hij, onder meer, in het Parc de Sept-Heures een galerij aanleggen die zijn naam draagt. Kuurgasten moesten kunnen wandelen in het park, in weer en wind, alsook in de schaduw bij zonnig weer. Architect Louis-Guillaume Hansen, ook William Hansen genoemd, tekende de plannen. De rivier Wayai in het Parc Sept-Heures werd overkapt voor de galerij; ook werden huizen aan de rand van het park onteigend en afgesmeten. De firma Rouvroy uit Verviers voerde de bouwwerken uit (1878-1880)). Het werd één lange gietijzeren galerij met houten dakconstructie; aan beide uiteinden kwam een bakstenen paviljoen. Beide paviljoenen geven de indruk dat er een eerste verdiep bestaat doch dit is gezichtsbedrog van de architect. Aan het ene uiteinde staat het paviljoen Pavillon des Petits Jeux, nabij de Place Royale. De naam verwijst naar gezelschapsspelen die de kuurgasten er konden doen; het diende tevens als leeszaal en uitkijkplaats naar de jachtpartijen die vertrokken op het plein. Aan het andere uiteinde staat het kleinere paviljoen Pavillon Marie Henriette, genoemd naar koningin Maria-Hendrika, echtgenote van Leopold II. Dit paviljoen bezit minder versieringen dan het grotere paviljoen.
De wandelgalerij is 130 m lang en was aanvankelijk 6 m breed. Omwille van de toeloop van badgasten besloot het stadsbestuur de galerij te verbreden naar 12 m. In totaal staan er 160 metalen pilonen. Op sommige plaatsen stonden er glazen vensters om de kuurgasten te beschermen tegen de wind. De zuilen van de galerijen zijn versierd met balustraden en dragen bovenaan kleine kapitelen. In de jaren 1900 hingen er gaslampen.

### Nadien
Tijdens de Eerste Wereldoorlog werd de Leopold II-galerij als lazaret gebruikt. Van augustus tot december 1914 organiseerden Belgische artsen er een post van het Belgische Rode Kruis. De Duitse bezetter stuurde hen weg en organiseerde zelf een Pruisisch lazaret, met de Pavillon des Petits Jeux als operatiezaal.
In 1977 werd het Parc des Sept-Heures geklasseerd erfgoed. In 1982 erkende de Franse Gemeenschap de Leopold II-galerij als uitzonderlijk Waals erfgoed. Dit ging gepaard met restauratiewerken, zodat de Toeristische Dienst van de stad Spa tijdelijk verbleef in de Pavillon des Petits Jeux (tot 2009). Nadien ving een tweede periode aan van restauratiewerken.